# 会津小鉄 (幕末)
会津小鉄（あいづのこてつ、本名：上坂 仙吉（こうさか せんきち）、幼名 : 鉄五郎、1833年7月7日（天保4年5月20日） - 1885年（明治18年）3月19日）は、京都の侠客。京都守護職会津藩中間部屋の部屋頭、大垣屋清八の片腕。浪曲化され、京山幸枝若により大ヒットしたが、浪曲で語られる武勇伝は誇張されたフィクションであり、史実性は低い。

## 人物
顔から全身にかけて70余ヶ所の刀傷があり、左手は親指と人差し指しかなかったとされる。
行友李風の『近世遊侠録』によると背中の文身は小町桜（小野小町が桜の下にいるとされる）。玉林晴朗の『文身百姿』によると、はっきりはしないが初代彫宇之が関西にいた若き日の仕事とする見方がある。
1867年（慶応2年）、喧嘩で人を殺し処刑されるところを翌年の徳川慶喜上洛で特赦となり、博徒・上坂音吉から盃をもらって白川村に一家を構えた。
1883年（明治16年）、博徒狩りで捕らえられたときには吉田村に城砦のような賭場を構え、翌年8月の出獄祝いには多くの子分が集まったという。
1849年（嘉永2年）頃より恋人と生活していたが、縄張り争いで亡くしている。1865年（慶応元年）より暮らしていた芸者との間に2子を儲け、1人は子分の養子に、1人は九州の親分の養子にした。1872年（明治5年）に妻（1851年?～1919年）を迎え1子を儲けたが、21歳で家出をして行方不明になった。
墓は洛東の金戒光明寺西雲院にある。

## 年表
- 1833年（天保4年）頃 - 元水戸藩士と、大阪 島之内に店を構える太物商の娘の間に私生児として生まれる。
- 1835年（天保6年）頃 - 父が水戸に帰参。母は仙吉を連れて水戸へ向かうが行方不明になる。
- 1845年（弘化2年）頃 - 福知山に預けられる。この時期、剣術を学ぶ。
- 1849年（嘉永2年）頃 - 人を殺し無罪となったが、堅気の生活を捨てる。
- 1851年（嘉永4年）頃 - 京都の会津藩中間部屋（長屋形式の武家屋敷）に入る。
- 1853年（嘉永6年）頃 - 縄張り争いを起こし喧嘩となる。
- 1856年（嘉永9年）頃 - 江戸会津藩中間部屋の世話となる。後、二条新地大文字町に一家を構えた。
- 1863年（文久2年）12月 - 会津藩兵が入京。会津藩中間部屋頭の片腕として迎える。
- 1864年（元治元年） - 池田屋事件、禁門の変に協力するが討幕派に狙われる。
- 1865年（慶応元年）9月 - 木屋町のお茶屋で会津藩の人間と談合中に襲われる。
- 1867年（慶応3年） - 浪人を殺し入牢するが会津藩が助命する。
- 1868年（慶応4年） - 鳥羽・伏見の戦いに子分たちと共に軍夫として馳せ参じたが、官軍に惨敗して大坂へ四散した。その後は会津藩との縁を断ち切り、町中に潜伏、戊辰戦争が終焉するのを待った。会津藩の敗戦により完全に関係を解消。明治維新後は博徒としての渡世を送った。
- 1883年（明治16年） - 賭博により逮捕、裁判で禁錮10月の刑を宣告され入獄。翌年、出獄。
- 1884年（明治17年） - 出獄すると多くの舎弟・子分が白川村の自宅に祝いに訪れたとされる。
- 1885年（明治18年） - 下京区の病院で3月19日に歿す。享年53。21日に本葬、大阪北区消防頭取の小林佐兵衛をはじめ多くの会葬者が集まったとされる。

## 題材とした作品

### 浪曲
- 会津の小鉄（京山幸枝若）

### 楽曲
- 会津の小鉄（京山幸枝若）

### 映画
- 会津の小鉄（1912年）
- 会津の小鉄（1917年）
- 会津の小鉄（1928年）
- 会津の小鉄（1930年）
- 炎のごとく（1981年）

### 小説
- 会津の小鉄（飯干晃一）

## 関連人物
- 大沢善助
- 小林兵吉
- 明石屋万吉 - 兄弟分と伝わっている
- 会津小鉄会